# Kiș (Sumer)
Kiș a fost un oraș-stat în sudul Mesopotamiei. Cea mai veche așezare urbană sumeriană. Locuit din mileniul IV î.C. 
Încorporat succesiv în imperiul akkadian, în cel sumerian și babilonean, supraviețuiește până în timpul dinastiei sasanide.

## Galerie de imagini

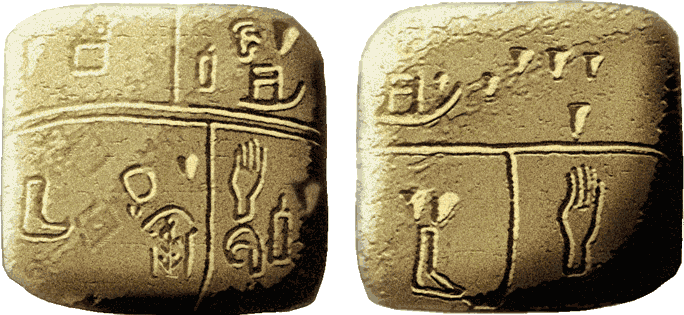
Tablete cu scriere cuneiformă